# Peter McMullen
Peter McMullen (Hillingdon, Londres, 11 de maio de 1942) é um matemático britânico, que trabalha com geometria.
Foi palestrante convidado do Congresso Internacional de Matemáticos (ICM) em Vancouver (1974 - Metrical and combinatorial properties of convex polytopes). É fellow da American Mathematical Society.

## Obras
- com Egon Schulte: Abstract Regular Polytopes, Encyclopedia of Mathematics and its Applications, Cambridge University Press 2002, ISBN 0-521-81496-0
- com G.C.Shephard „Convex Polytopes and the upper bound conjecture“, Cambridge University Press, London Mathematical Society Lecture Notes, 1971